# Berlijn (plantage in Commewijne)

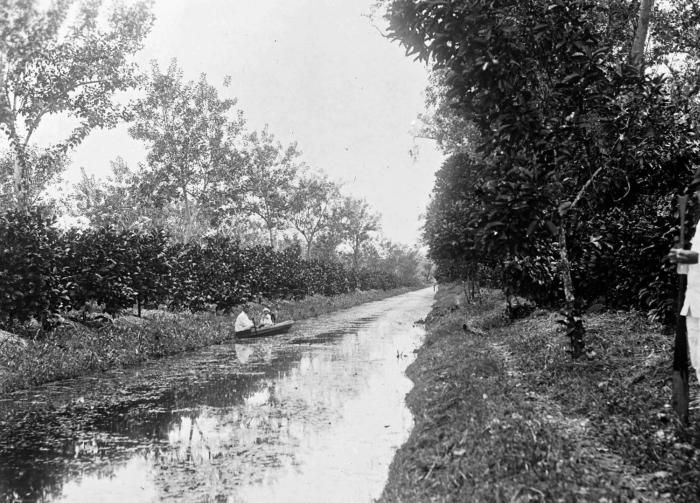
Vaartrens op plantage Berlijn met links en rechts Liberia-koffievelden, tussen de wereldoorlogen

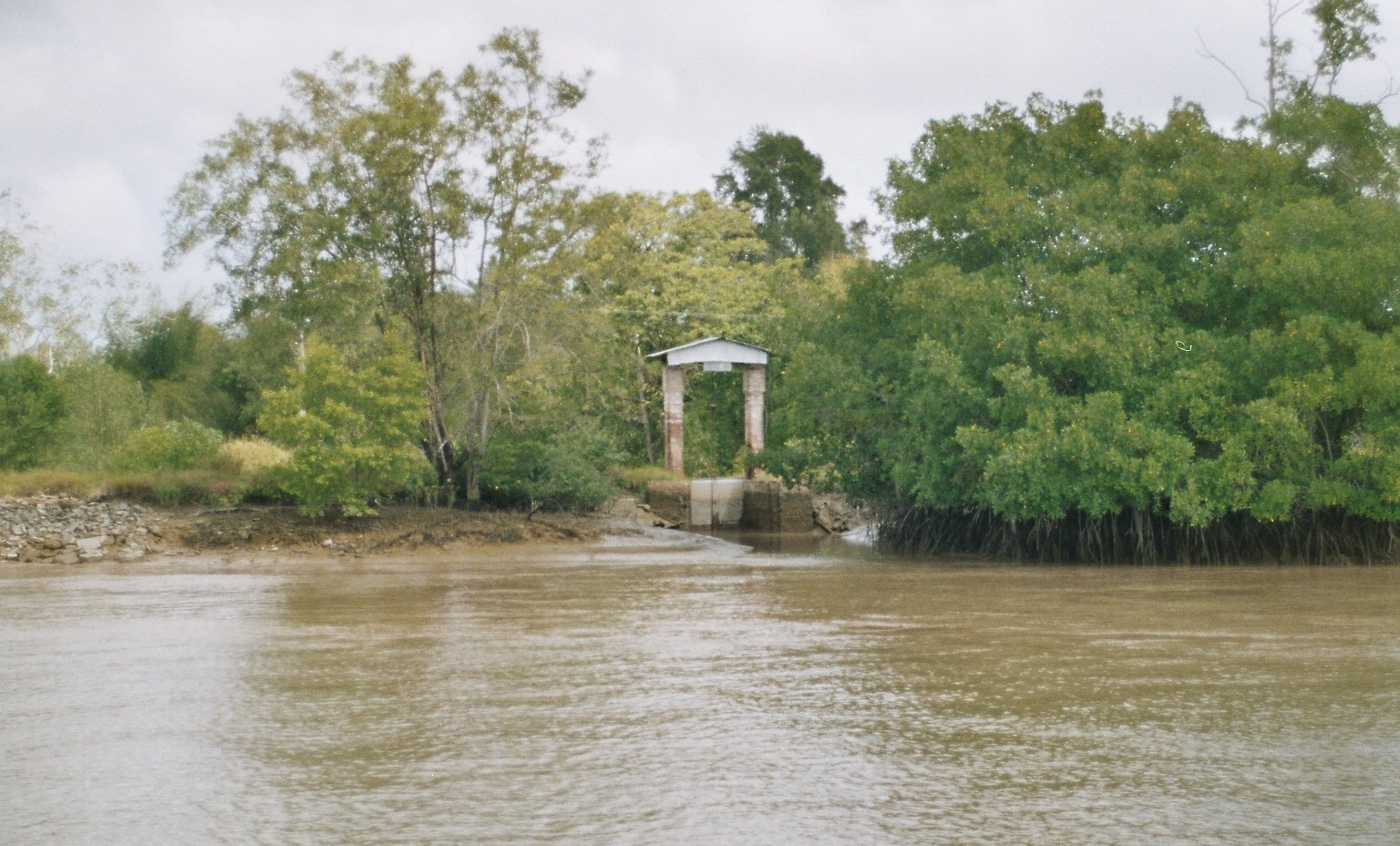
Sluis van de plantage Berlijn aan de Commewijne, februari 2004

Berlijn is een voormalige koffieplantage aan de Commewijnerivier in het district Commewijne in Suriname.
De plantage was gelegen aan de rechteroever van de Beneden-Commewijne in Suriname. Bovenstrooms grensde hij aan de koffieplantage Elisabeth's Hoop en stroomafwaarts aan de koffieplantage Maasstroom. Berlijn kende met latere uitbreiding in 1772 een oppervlakte van 725 akkers (311 ha).
De grond werd 1748 uitgegeven door middel van een warrand aan Michael Gabriel Fredersdorf(f) die de plantage naar zijn tijdelijke residentie Berlijn noemde. Fredersdorf(f) was een vertrouweling van Frederik II van Pruisen en is zelf nooit in Suriname geweest. Ook de plantage-eigenaar Stephanus Laurentius Neale had een bijzondere band met deze koning. Fredersdorf(f) verkocht zijn plantage aan de Amsterdamse kooplieden Deutz en Van Son. In 1772 was de plantage in bezit van Daniël Deutz. Deze was in 1767 burgemeester van Amsterdam en was van 1741 tot 1762 eigenaar van de buitenplaats Gooilust. Na zijn overlijden werd zijn weduwe eigenaresse en daarna zijn erfgenamen. Ook de familie Deutz heeft nooit in Suriname gewoond.
Op de plantage werden koffieplanten verbouwd. Er werkten ongeveer 140 slaven. Net zoals bij veel andere koffieplantages raakte ook de grond van Berlijn volledig uitgeput. Men schakelde daarom over op suikerriet dat op deze gronden nog wel kon groeien. In 1850 werd op de buurplantage Buitenrust een van de allereerste centrale suikerfabrieken opgericht, waar ook de plantages Johan & Margaretha, Maastroom, en Berlijn hun suikerriet lieten verwerken.
Bij de emancipatie in 1863 kregen 104 slaven de vrijheid. Vanaf 1874 tot en met 1928 heeft de plantage regelmatig contractarbeiders aangeworven. In totaal arriveerden 143 Hindoestanen en 328 Javanen op de plantage.
Daarna werd de Nederlandse Handel-Maatschappij de eigenaar. Deze maatschappij was ook eigenaar van Marienburg, Visserszorg en Zoelen. Er werd koffie, cacao en banaan verbouwd. W.A.C. Moll, de gezagvoerder in 1925 werd later eigenaar van de nabijgelegen plantage Frederiksdorp. In 1935 was Berlijn, samen met de naastgelegen plantage Elisabeth's Hoop, in bezit van de West-Indische Maatschappij tot Exploitatie van Cultuurondernemingen. De gezagvoerder was Thomas Waller. In 1935 was de eigenaar de N.V. Cultuurmaatschappij Berlijn. Een jaar later werd de volgende eigenaar de N.V. Cultuur Maatschappij tot Exploitatie van Cultuurondernemingen. Deze verbouwde koffie, maïs, rijst en aardvruchten.

## Jamin
De plantage werd tijdens en vlak na de Tweede Wereldoorlog sterk verwaarloosd. In 1947 kwam de plantage in het bezit van de firma Jamin. Samen met Elisabeth's Hoop, Maasstroom, Rust en Werk, Johannesburg, Pieterszorg en Andreesgift werd het één grote onderneming, de Verenigde Cultuur Maatschappijen N.V. Later kwam daar een deel van plantage De Resolutie bij. Het was de bedoeling om de plantage te herontginnen en te beplanten met cacao, als grondstof voor de chocolade-industrie. Een aantal extreem droge seizoenen in de jaren zestig ruïneerde de oogsten en maakte aan deze poging een einde.
Vanaf 1979 is de plantage in het bezit van Armand van Alen. De plantage wordt samen met een aantal omliggende plantages ingericht als veeteeltbedrijf.

## Overig
- Het boek Plantage d'Amour van Clark Accord speelt zich af op bovengenoemde plantage Berlijn.
- Er was te Suriname ook een houtgrond en suikerplantage genaamd Berlijn en wel aan de Parakreek, district Para. Op die plaats ligt nu het dorp Berlijn, in het Sranan Balen genoemd, soms ook Sabaku.

A la bonne heure · Anna's Zorg · Akkerboom · Alliance · Alkmaar · Andresa · Auka · Andreesgift · Bantaskine · Barbados · Batavia · Beekenhorst · Belladrum · Bellevue · Belwaarde · Beninenburg · Berg en Dal · Bergen op Zoom · Berlijn (Commewijne) · Berlijn (Para) · Bethlehem · Boksweide · Boston · Botany Bay · Boxel · Bronswijk · Brouwerslust · Bruinendaal · Bucklebury · Buitenrust · Burnside · Cadrosspark · Caledonia · Campenburg · Cannewapibo · Catharina Sophia · Clevia  · Cliffort-Kokshoven · Clyde · Concordia · Concordia en een Kwart Lot · Courcabo · De Dageraad · De Goede Vriendschap · De Resolutie · De Vier Hendrikken · Diamond · Dijkveld · Domburg · Dordrecht · Eendragt · Elisabeth's Hoop · Ellen · L'Espérance (Nickerierivier) · L'Espérance (Surinamerivier) · Esthersrust · Fairfield · Fortuin · Flora · Florentia · Frederiksburg · Frederiksdorp · Frederikslust · Geertruidenberg · Geyersvlijt · Glensander · Gloria · Groot Chatillon · Groot Marseille · Guadeloupe · Hague · Hamburg · Hamilton · Hamptoncourt · Hannover · Hazard · Hebron · Hecht en Sterk · Hooyland · Hope · Houttuin · Huntly · Huwelijkszorg · Inverness · Jagtlust · Jodensavanne · Johan & Margaretha · Johanna Catharina · Johanna Maria · Johannesburg · John · Katwijk · Kent · Kerkshoven · Killenstein · Klein Bellevue · Kleinhoop · Krappahoek · Kroonenburg · Kwatta · La Jalousie · La Prosperité · La Rencontre · La Ressource (Saramacca) · La Ressource (Surinamerivier) · La Singularité · Laarwijk · Leasowes · Leliëndaal · Leonsberg · Livorno · Longmay · Lunenburg · Lust en Rust · Lustrijk · Maasstroom · Margarethenburg · Maria Petronella · Mariënbosch · Mariënburg · Margaretha's Gift · Mary's Hope · Meerzorg · Merveille · Moed en Kommer · Mon Bijou · Mon Souci · Mon Trésor · Monnikendam · Mopentibo · Morgenster · Moy · Nieuw Mocha · Nieuwzorg · Nieuwe Aanleg · De Nieuwe Grond · Nijd en Spijt · Novar · Nursery · Nut en Schadelijk · Onoribo · Onverwacht · Oranibo · Ornamibo · Overbrug · Overtoom 
· Oxford · Palestina · Paradise · Persévérance · Petersburg · Picardië · Peperpot · Pieterszorg · Plaisance · Poelwijk · Potosie · Purmerend · Reijnsdorp · Reijnsfort · Rijnberk · Roosenburg · Rorac · Rust en Werk · Rustenburg · Saltzhalen · Sans Souci · Saphir · Sarah · Sardam · Schaapstede · Schoonoord · Sinabo en Gelre · Sint Barbara · Sint Eustatius · Slootwijk · Sorgvliet · Spieringshoek · Standvastigheid · Suidwijn · Suzanna's Daal · Toevlugt (Surinamerivier) · Tout Lui Faut · Toledo · Totness · Tyronne · 't Vertrouwen · Victoria · Vierkinderen · Visserszorg · Voorburg · Voorzorg (Saramacca) · Vossenburg · Vredenburg · Vriendsbeleid en Ouderzorg · Vreeland · Waltonhall · Waldijk · Waterloo · Wederzorg · Welbedacht · Welgelegen (Commewijne) · Welgelegen (Coronie) · Welgevallen · Weltevreden · Wolffs Capoerica · Wolfenbüttel · 't Ylant · Zoelen · Zorg en Hoop (hout) · Zorg en Hoop (indigo) · Zorg en Hoop (katoen) · Zorg en Hoop (suiker)